# Nizami (krater)
För andra betydelser, se Nizami (olika betydelser).
Nizami är en nedslagskrater på planeten Merkurius, med en diameter på ungefär 77 kilometer.
1979 uppkallades kratern efter den persiske poeten Nezami.